# Монастырь Зоннефельд
Монастырь Зоннефельд (нем. Kloster Sonnefeld) — бывший женский цистерианский монастырь, располагавшийся на территории баварской общины Зоннефельд (Верхняя Франкония) и относившийся к епархии Вюрцбурга; обитель была основана в 1260 году Генрихом II фон Зоннеберг и его женой Кунигунде; был распущен в 1525 году. Сегодня здание бывшей монастырской церкви используется местным евангелическо-лютеранским приходом.

## История и описание
Монастырь Зоннефельд, посвящённый Деве Марии, был основан в 1260 году Генрихом II фон Зоннеберг и его женой по имени Кунигунде. Первоначально обитель находилось в Эберсдорфе и была перенесена на современное место после пожара, произошедшего около 1287 года. В основании принимал участие и Бамбергский епископ Бертольд фон Лайнинген, хотя обитель и относилась к епархии Вюрцбурга. Первые монахи прибыли из монастыря Майдбронн, получив доход от двух местных деревень — Фронлах и Эберсдорф. В 1262 году настоятели Эбраха и Бильдхаузена посетили новую монашескую общину, обеспечив ей признание со стороны ордена цистерцианцев.
Основатель Зоннефельда — Генрих II — в 1279 году также был среди основателей монастыря Химмелькрон. При настоятельнице Анне фон Хеннеберг (ум. 1363) обитель пережила свой первый расцвет; упадок произошел уже в XIV веке. Поскольку количество монахинь превысило экономические возможности обители, их число было ограничено пятьюдесятью. Постепенно забота о женщинах, не состоявших в браке, и вдовах — как дворян, так и простолюдинов — становилась центром деятельности сестёр. Частная собственность стала обычным явлением монастырской жизни — вопреки правилам ордена и уставу.
При настоятельнице Маргаретте фон Бранденштайн, занимавшей свой тост с 1460 по 1503 год, монастырь достиг своего нового расцвета: бремя задолженности было снижено и было реализовано несколько строительных проектов. В 1504 году большая часть монахинь восстала против руководства, которое захотело сильнее отделить сестёр от светского мира: в результате несколько монахинь оказались в заключении. Монастырь активно торговал (обменивался товарами) с несколькими соседними обителями, включая Банц. Уже папская булла о защите со стороны Святого Престола от 1291 года называет 34 деревни, относившиеся к монастырю — к концу Средневековья он стал одним из крупнейших землевладельцев в регионе Кобург. Реестр 1514 года перечисляет 77 населенных пунктов, в которых у монастыря была собственность: так само поселение Зоннефельд почти полностью принадлежало монахиням. При Анне фон Хеннеберг монастырь получил в своё владение виноградники в Нюдлингене и Айдхаузене (район Нассах).
В период Реформации, в 1524 году — вопреки воле последней настоятельницы Маргареты фон Зедвиц — среди монахинь начало распространяться лютеранское вероучение. Когда через год настоятельница умерла, саксонский курфюрст Иоганн Твёрдый назначил светского управляющего имуществом монастыря. Затем пять из 14 монахинь покинули монастырь вернувшись в мир; последняя монахиня умерла в 1572 году. Супруга Иоганна Казимира — Анна Саксонская — провела несколько лет своего заключения в бывшем монастыре и была похоронена в местной монастырской церкви. Сегодня здание бывшей монастырской церкви, сгоревшей в 1634 году и восстановленной в 1856, используется евангелическо-лютеранским приходом общины.